# Callobius hokkaido
Callobius hokkaido là một loài nhện trong họ Amaurobiidae.
Loài này thuộc chi Callobius. Callobius hokkaido được miêu tả năm 1971 bởi Leech.